# إمليل (آيت تامنت)
إمليل هو دُوَّار يقع بجماعة سيدي عبد الله أو سعيد، إقليم تارودانت، جهة سوس ماسة في المملكة المغربية. ينتمي الدوّار لمشيخة آيت تامنت التي تضم 35 دوار. يقدر عدد سكانه بـ 116 نسمة حسب الإحصاء الرسمي للسكان والسكنى لسنة 2004.

## روابط خارجية
- البوابة الوطنية للجماعات الترابية
- المندوبية السامية للتخطيط